# Катенануова
Катенануова (итал. Catenanuova) је насеље у Италији у округу Ена, региону Сицилија.
Према процени из 2011. у насељу је живело 4447 становника. Насеље се налази на надморској висини од 179 м.

## Становништво
| 1931. | 1936. | 1951. | 1961. | 1971. | 1981. | 1991. | 2001. | 2011. |
| ----- | ----- | ----- | ----- | ----- | ----- | ----- | ----- | ----- |
| 2.904 | 3.171 | 3.993 | 4.406 | 4.121 | 4.420 | 5.073 | 4.876 | 4.999 |